# Macarostola ageta
Macarostola ageta är en fjärilsart som först beskrevs av Turner 1917.  Macarostola ageta ingår i släktet Macarostola och familjen styltmalar. Inga underarter finns listade i Catalogue of Life.